# Жирафови
Жирафовите (Giraffidae) са едри бозайници от разред Чифтокопитни. Отличават се с високо и късо тяло, дълга шия и дълги, сравнително тънки крака, като предните са по-дълги и са без странични пръсти. Имат сравнително малка глава с два основни костни рога, покрити с вълнеста кожа, която не се сменя. Резци и кучешки зъби на горната челюст липсват, а долните кучешки зъби имат двойна лопатовидна коронка.
Семейството включва два съвременни рода с два вида.

## Видове
Семейство Жирафови
- Род Giraffa -- Жирафи
  - Giraffa camelopardalis -- Северен жираф
  - Giraffa giraffa -- Южен жираф
  - Giraffa reticulata -- Мрежест жираф
  - Giraffa tippelskirchi -- Кенийски жираф
- Род Okapia
  - Okapia johnstoni -- Окапи